# Nagai (Meteorit)
Koordinaten: 38° 7′ 18″ N, 140° 3′ 42″ O
Nagai (jap. 長井隕石, Nagai inseki) ist ein Meteorit, der 1922 in ein Feld in Japan einschlug und nach dem nahe gelegenen Dorf Nagai benannt wurde.

## Geschichte
Im Mai 1922, wahrscheinlich am 30. Mai um 10:00 Uhr vormittags, ruhten sich drei Bauern auf einem Fußweg zwischen wasserbedeckten Reisfeldern aus, als vor ihnen ein Stein in ein Reisfeld fiel. Das Feld befand sich im Dorf Nagai in der japanischen Präfektur Yamagata auf der Insel Honshū. Der Stein kam aus dem Südwesten. Drei weitere Steine wurden von den Bauern am Himmel gesehen und es wurden Detonationen wahrgenommen. Die anderen drei Steine wurden nie gefunden. Einer der drei Bauern, Tokusuke Inoue, nahm den dunkel verkohlten Stein auf, als dieser noch warm war, und behielt ihn mehr als 50 Jahre, ohne ihn der Öffentlichkeit zu zeigen.
Sadao Murayama vom Nationalmuseum der Naturwissenschaften hörte durch Zufall von dem Steinfund und konnte ihn 1977 analysieren. Der Meteorit befindet sich im Besitz eines Sohns des Bauern, Shinichi Inoue.

## Klassifizierung
Es handelt sich bei dem Steinmeteoriten um einen typischen rekristallisierten Olivin-Hypersthen-Chondrit der Klasse L6 mit einem Gewicht von 1,81 Kilogramm.

## Zusammensetzung
Der Meteorit hat unter anderem folgende Zusammensetzung:
- Siliciumdioxid (SiO2): 38,73 %
- Magnesiumoxid (MgO): 24,34 %
- Eisen(II)-oxid (FeO): 12,56 %
- Schwefel (S): 2,40 %
- Aluminiumoxid (Al2O3): 2,08 %
- Calciumoxid (CaO): 1,83 %
- Natriumoxid (Na2O): 1,39 %
- Nickel (Ni): 1,23 %
- Chrom(III)-oxid (Cr2O3): 0,57 %
- Mangan(II)-oxid (MnO): 0,35 %
- Phosphorpentoxid (P2O5): 0,32 %
- Kaliumoxid (K2O): 0,13 %
- Titan(IV)-oxid (TiO2): 0,102 %
- Cobalt (Co): 0,060 %